# Арсенєво (Тверська область)
Арсенєво (рос. Арсеньево) — присілок в Старицькому районі Тверської області Російської Федерації.
Населення становить 0 осіб. Входить до складу муніципального утворення сільське поселення Паньково.

## Історія
Від 2005 року входить до складу муніципального утворення сільське поселення Паньково. Раніше населений пункт належав до Коньковського сільського округу.

## Населення
| 1859 | 1886 | 2002 | 2010 |
| ---- | ---- | ---- | ---- |
| 145  | ↘128 | ↘0   | →0   |